# Telbivudine
Telbivudine là thuốc kháng vi-rút được sử dụng trong điều trị nhiễm viêm gan B.. Thuốc được bán bởi công ty dược phẩm Thụy Sĩ Novartis dưới tên thương mại là Sebivo (Châu Âu) và Tyzeka (Hoa Kỳ). Các thử nghiệm lâm sàng cho thấy nó có hiệu quả hơn đáng kể so với lamivudine hoặc adefovir, và ít có khả năng gây kháng thuốc. Tuy nhiên, đột biến kháng chữ ký HBV M204I (sự thay đổi từ methionine thành isoleucine ở vị trí 204 trong miền sao chép ngược của viêm gan B polymerase) hoặc L180M + M204V có liên quan đến kháng Telbivudine.
Telbivudine là một chất tương tự thymidine-L-nucleoside tổng hợp; nó là L -isome của thymidine. Telbivudine làm suy yếu sự sao chép DNA của virus viêm gan B (HBV) bằng cách dẫn đến chấm dứt chuỗi. Nó khác với nucleotide tự nhiên chỉ liên quan đến vị trí của các gốc đường và base, có cấu hình levorotatory so với cấu hình dextrorotatory như deoxynucleoside tự nhiên. Nó được dùng bằng đường uống với liều 600 mg mỗi ngày một lần có hoặc không có thức ăn.